# Brachycerus
Brachycerus — рід жуків з родини Brachyceridae. Викопні рештки жуків цієї групи відомі з олігоцену й міоцену

## Зовнішній вигляд
Жуки середніх та великих розмірів (6.5-20 мм у довжину). Тіло овальне або майже округле. Забарвлення верхньої частини тіла — чорних, сірих, коричневих, інколи жовтих тонів, часто-густо із візерунком з червоних або жовтогарячих крапочок, світлих лусочок або волосків. Тіло зверху та з боків має численні рельєфні вирости у вигляді зубців, загострених шипів, ребер, кілів, валиків, горбочків тощо. Така зовнішність пояснює латинську назву: brachycerus можна перекласти як «плечистий рогач».
Основні ознаки:
- головотрубка зверху коротка, широка і пласка, з прямовисними боками, ві борозенки дугоподібно заходять на її нижній бік;
- 1-й членик вусиків не довший або максимум удвічі довший, ніж 2-й;
- передньоспинка зверху і посередині густо вкрита крапочками або зморшками і великими ізольоіваними крапками або ямками;
- крил не мають;
- міжряддя надкрил сильно опуклі, мають вигляд звивистих валіків, кілів, ребер або рядів бугрів;
- ноги з товстими щетинками, що стирчать; лапки вузькі, з однаковими за розмірами члениками, із китицеподібними пучками довгих щетинок; кігтики у довжину такі самі або трохи менші за лапки.

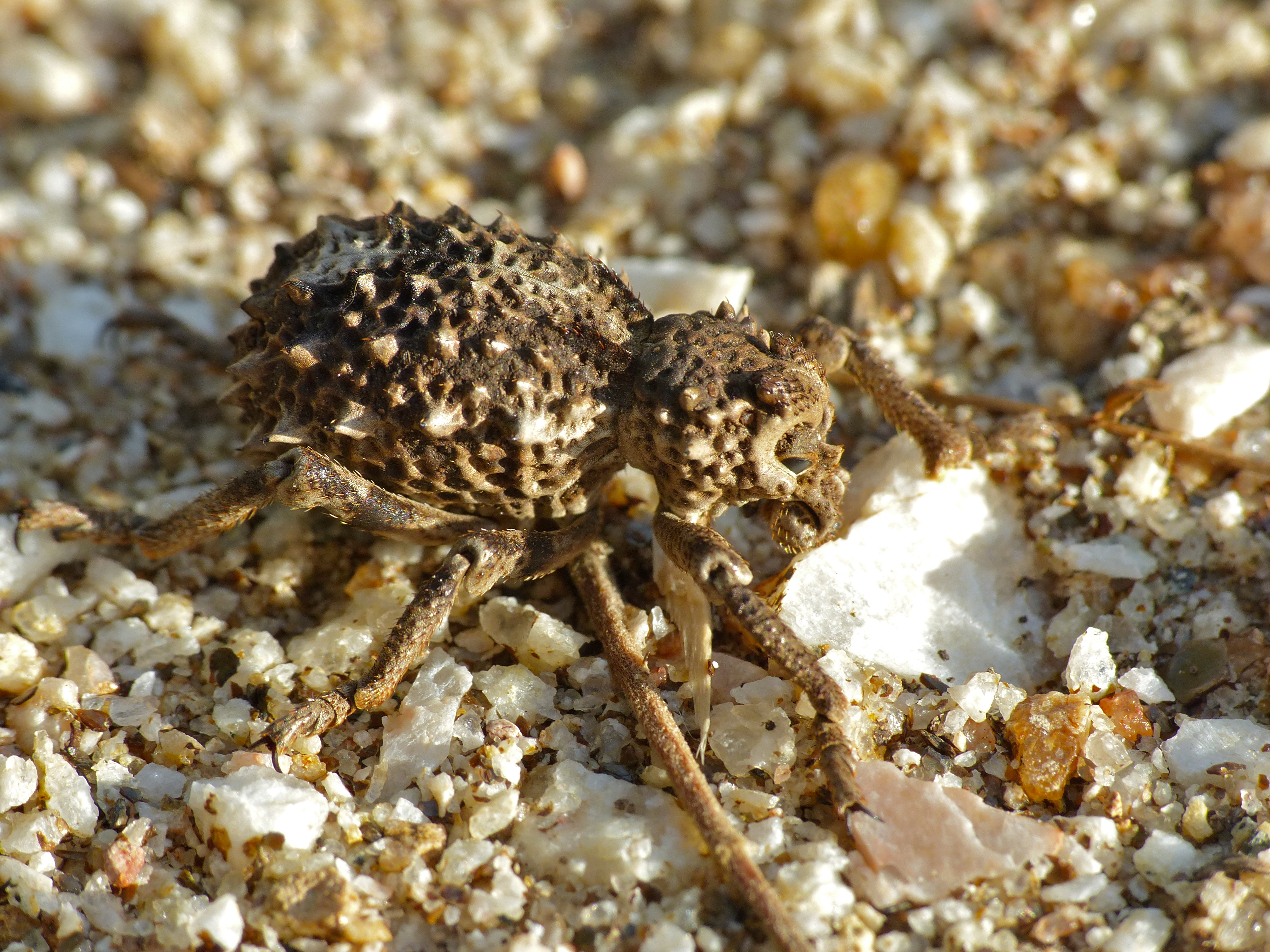
Загострені шипи надають брахіцерусам чудернацького вигляду

## Спосіб життя
Усі брахіцеруси рослинноїдні, хоча кормові рослини достовірно відомі лише для 10-15 видів. Місця мешкання цих комах пов'язані з рослинами, якими вони харчуються — травами з родини лілійних, амарилісових, ароїдних та орхідних. У посушливих регіонах (степи, пустелі) це ефемероїди, тому активні дорослі жуки зустрічаються тут на початку теплої пори року із достаньої кількістю опадів (на півдні Європи — навесні). Вони харчуються надземними частинами рослин, личинки гризуть цибулини ззовні чи зсередини. У несприятливі (спекотливі, холодні) сезони жуки неактивні (діапауза). Прив'язанність до життєвого циклу дикорослих ефемероїдів робить брахіцерусів вразливими до діяльності людини — розорення степів, піскоукріплювальні роботи у пустелях та ін.

## Географічне поширення
Ареал роду охоплює територію від Півдня Європи до Південної Африки (включно з Канарами та Мадагаскаром, Близький Схід, Малу, Передню й Середню Азію. Переважна більшість видів все ж таки входить до афротропічної фауни. Імовірно, група виникла саме у межах цієї області і згодом розселювалась суходолом, утворюючи вторинні осередки формоутворення. В Україні мешкає ймовірно три види брахіцерид (дивись нижче).

## Значення у природі та житті людини
В екосистемах брахіцеруси є однією з численних ланок кругообігу речовин та енергії, в першу чергу як фітофаги — споживачі рослинної органіки. Не виключено, що вони важливі також як їжа для зоофагів та паразитів. Відома інформація, що коли-не-коли окремі види завдають шкоди культивованим лілійним — цибулі, часнику, декоративним квітам — амарилісам, гладіолусам, тюльпанам, каллам, гіацинтам, нарцисам та ін.. Проте через нечисленність та локальне поширення більшість видів у цьому відношенні є нейтральними.
Декілька південноафриканських видів є потенційними гербіфагами для пригнічення бур'янів-аспарагусів.
Один вид брахіцерид — брахіцерус зморшкуватий (Brachycerus sinuatus Ol.) — занесений до Червоної книги України.

## Класифікація
Описано понад 500 рецентних видів роду Brachycerus. Нижче наведено перелік тих з них, що мешкають у межах Палеарктики. Види української фауни виділено кольором.

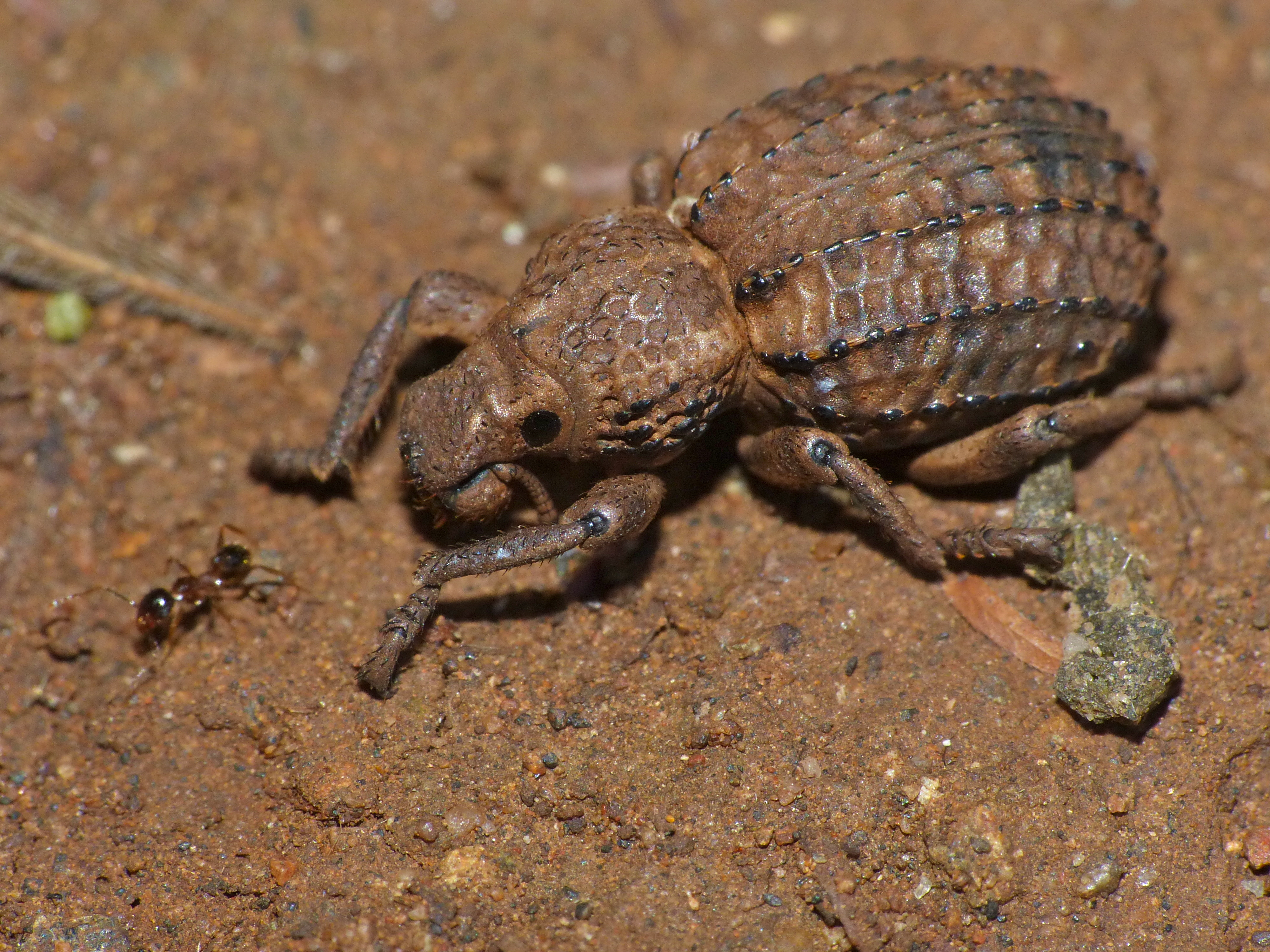
Південна Африка. Чи наздожене «велікан» «ліліпута»?

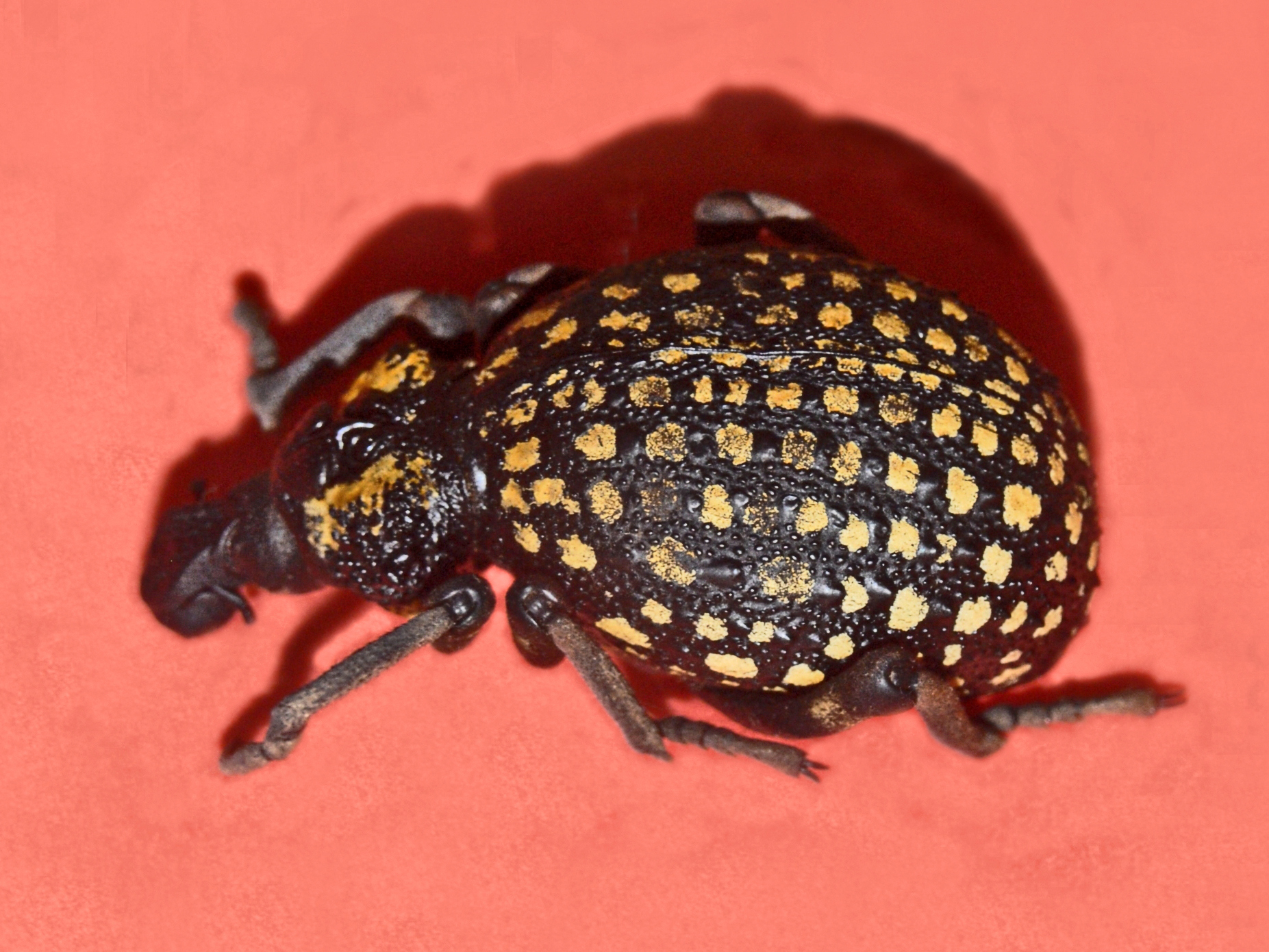
Один з найбільших представників роду — Brachycerus bufo Boh. Довжина його тіла сягає 20 мм

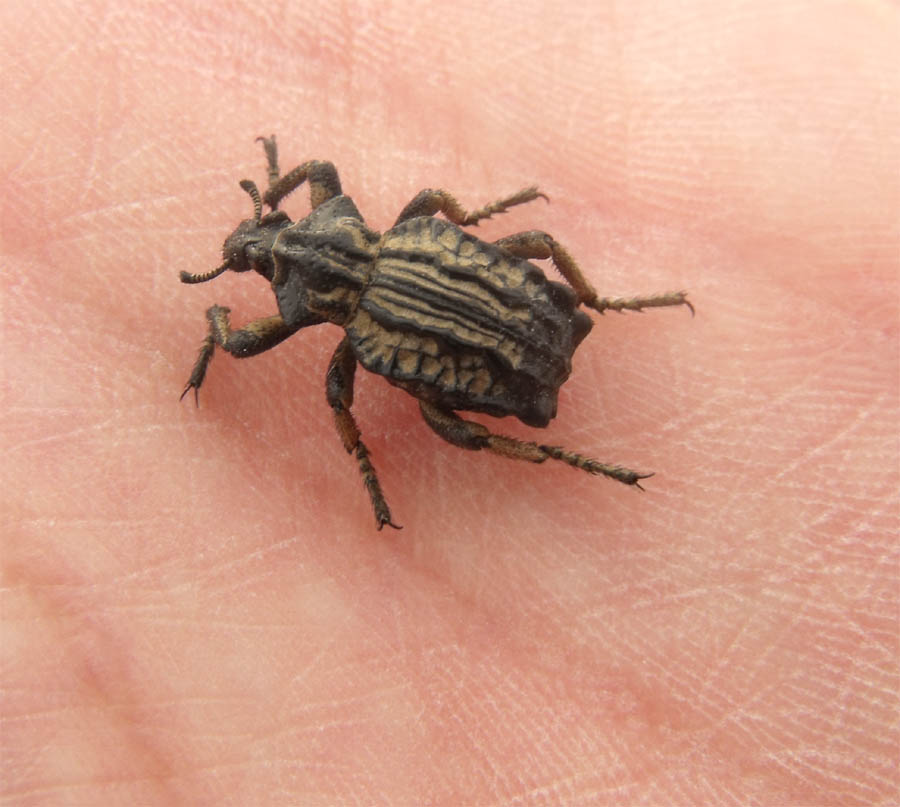
Brachycerus undatus F. — мешканець Центральної Італії

- Brachycerus aegyptiacus Olivier, 1807
- Brachycerus albidentatus Gyllenhal, 1840
- Brachycerus argillaceus Reiche & Saulcy, 1858
- Brachycerus balearicus Bedel, 1874
- Brachycerus barbarus Linnaeus, 1758
- Brachycerus chevrolati Fâhraeus, 1840
- Brachycerus cinereus Olivier, 1807
- Brachycerus pulverulentus Olivier, 1807
- Brachycerus cribrarius Olivier, 1807
- Brachycerus fimbriates Desbrochers des Loges, 1871
- Brachycerus ornatus Reiche & Saulcy, 1858
- Brachycerus crispatus Fabricius, 1792
- Brachycerus clathratus Desbrochers des Loges, 1871
- Brachycerus rectecostatus Desbrochers des Loges, 1871
- Brachycerus cylindripes Bedel, 1874
- Brachycerus desertus A. Hoffmann, 1950
- Brachycerus foveicollis Gyllenhal, 1833
- Brachycerus foveifrons Bedel, 1874
- Brachycerus gibbosus Haaf, 1957
- Brachycerus graecus Zumpt, 1937
- Brachycerus hustachei Zumpt, 1937
- Brachycerus junix Lichtenstein, 1796
- Brachycerus kabylianus Desbrochers des Loges, 1871
- Brachycerus kubanicus Arzanov, 2005
- Brachycerus lutulentus Gyllenhal, 1833
- Brachycerus lutosus Gyllenhal, 1833
- Brachycerus mlokosevitschi Arzanov, 2005
- Brachycerus muricatus Olivier, 1790
- Brachycerus normandi Desbrochers des Loges, 1898
- Brachycerus orbipennis Reiche & Saulcy, 1858
- Brachycerus perlatus A. Solari & F. Solari, 1922
- Brachycerus persicus Zumpt, 1937b: 357
- Brachycerus plicatus Gyllenhal, 1833
- Brachycerus pradieri atlasicus A. Hoffmann, 1962
- Brachycerus pradieripradieri Fairmaire, 1857
- Brachycerus quadrisulcatus Fischer von Waldheim, 1830
- Brachycerus repertus Roudier, 1958
- Brachycerus riguus Erichson, 1841
- Brachycerus rotundicollis Escalera, 1918
- Brachycerus rufipes Zumpt, 1937
- Brachycerus schatzmayri Zumpt, 1937
- Brachycerus scutellaris P. H. Lucas, 1847
- Brachycerus similaris Zumpt, 1937b
- Brachycerus sinuatus Olivier, 1807
- Brachycerus spinicollis Bedel, 1874
- Brachycerus transversus Olivier, 1807
- Brachycerus turkmenicus Arzanov, 2005
- Brachycerus undatus Brachycerus undatus, 1798
- Brachycerus zaninii F. Solari, 1949